# Pseudomyrmex
Pseudomyrmex är ett släkte av myror. Pseudomyrmex ingår i familjen myror.

## Bildgalleri

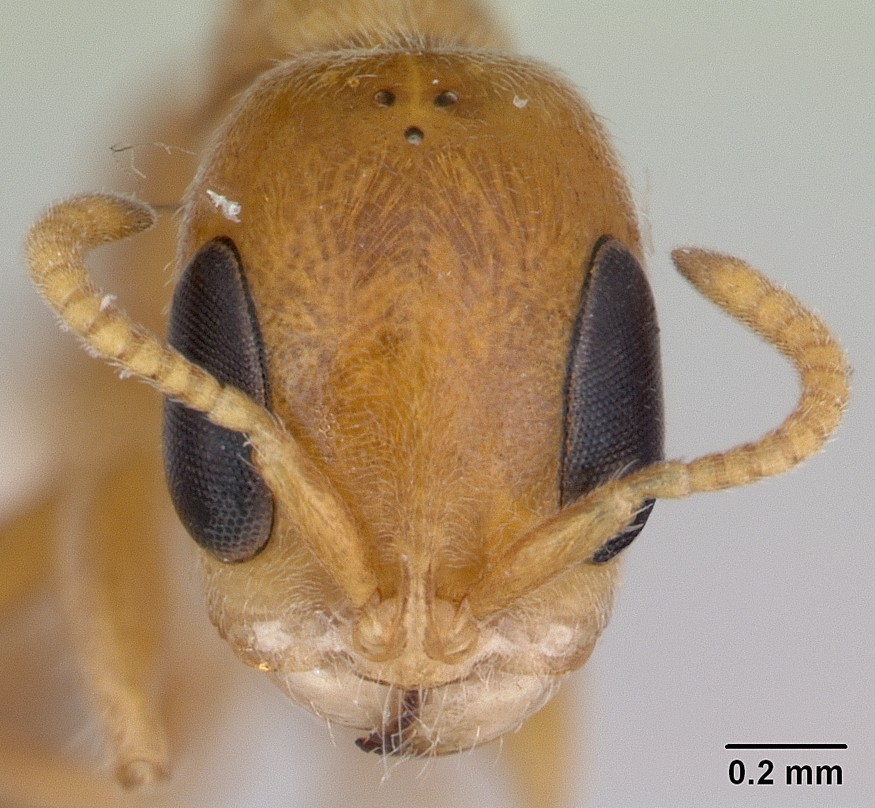
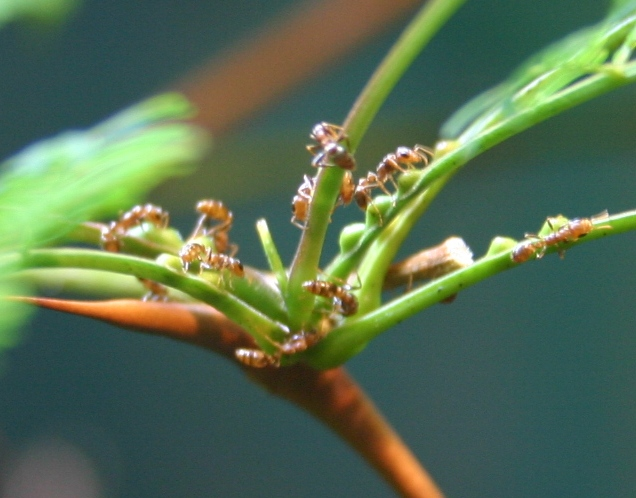

## Dottertaxa tillPseudomyrmex, i alfabetisk ordning[1]
- Pseudomyrmex acanthobius
- Pseudomyrmex adustus
- Pseudomyrmex alternans
- Pseudomyrmex alustratus
- Pseudomyrmex alvarengai
- Pseudomyrmex antiguanus
- Pseudomyrmex antiquus
- Pseudomyrmex apache
- Pseudomyrmex atripes
- Pseudomyrmex avitus
- Pseudomyrmex baros
- Pseudomyrmex beccarii
- Pseudomyrmex boopis
- Pseudomyrmex browni
- Pseudomyrmex brunneus
- Pseudomyrmex caeciliae
- Pseudomyrmex championi
- Pseudomyrmex cladoicus
- Pseudomyrmex colei
- Pseudomyrmex concolor
- Pseudomyrmex coronatus
- Pseudomyrmex coruscus
- Pseudomyrmex cretus
- Pseudomyrmex cubaensis
- Pseudomyrmex curacaensis
- Pseudomyrmex dendroicus
- Pseudomyrmex denticollis
- Pseudomyrmex depressus
- Pseudomyrmex distinctus
- Pseudomyrmex duckei
- Pseudomyrmex eduardi
- Pseudomyrmex ejectus
- Pseudomyrmex elongatulus
- Pseudomyrmex elongatus
- Pseudomyrmex endophytus
- Pseudomyrmex ethicus
- Pseudomyrmex euryblemma
- Pseudomyrmex excisus
- Pseudomyrmex extinctus
- Pseudomyrmex faber
- Pseudomyrmex ferrugineus
- Pseudomyrmex fervidus
- Pseudomyrmex fiebrigi
- Pseudomyrmex filiformis
- Pseudomyrmex flavicornis
- Pseudomyrmex flavidulus
- Pseudomyrmex gebellii
- Pseudomyrmex gibbinotus
- Pseudomyrmex godmani
- Pseudomyrmex goeldii
- Pseudomyrmex gracilis
- Pseudomyrmex haytianus
- Pseudomyrmex hesperius
- Pseudomyrmex holmgreni
- Pseudomyrmex incurrens
- Pseudomyrmex ita
- Pseudomyrmex janzeni
- Pseudomyrmex kuenckeli
- Pseudomyrmex laevifrons
- Pseudomyrmex laevigatus
- Pseudomyrmex laevivertex
- Pseudomyrmex leptosus
- Pseudomyrmex lynceus
- Pseudomyrmex macrops
- Pseudomyrmex maculatus
- Pseudomyrmex major
- Pseudomyrmex malignus
- Pseudomyrmex mandibularis
- Pseudomyrmex mixtecus
- Pseudomyrmex monochrous
- Pseudomyrmex nexilis
- Pseudomyrmex niger
- Pseudomyrmex nigrescens
- Pseudomyrmex nigrocinctus
- Pseudomyrmex nigropilosus
- Pseudomyrmex oculatus
- Pseudomyrmex oki
- Pseudomyrmex opaciceps
- Pseudomyrmex opacior
- Pseudomyrmex oryctus
- Pseudomyrmex osurus
- Pseudomyrmex pallens
- Pseudomyrmex pallidus
- Pseudomyrmex particeps
- Pseudomyrmex pazosi
- Pseudomyrmex peperi
- Pseudomyrmex perboscii
- Pseudomyrmex peruvianus
- Pseudomyrmex phyllophilus
- Pseudomyrmex pictus
- Pseudomyrmex pisinnus
- Pseudomyrmex prioris
- Pseudomyrmex pupa
- Pseudomyrmex reconditus
- Pseudomyrmex rochai
- Pseudomyrmex rufiventris
- Pseudomyrmex rufomedius
- Pseudomyrmex salvini
- Pseudomyrmex santschii
- Pseudomyrmex satanicus
- Pseudomyrmex schuppi
- Pseudomyrmex seminole
- Pseudomyrmex sericeus
- Pseudomyrmex simplex
- Pseudomyrmex simulans
- Pseudomyrmex solisi
- Pseudomyrmex spiculus
- Pseudomyrmex spinicola
- Pseudomyrmex squamifer
- Pseudomyrmex subater
- Pseudomyrmex subtilissimus
- Pseudomyrmex succinus
- Pseudomyrmex tachigaliae
- Pseudomyrmex tenuis
- Pseudomyrmex tenuissimus
- Pseudomyrmex terminalis
- Pseudomyrmex termitarius
- Pseudomyrmex thecolor
- Pseudomyrmex triplaridis
- Pseudomyrmex triplarinus
- Pseudomyrmex unicolor
- Pseudomyrmex urbanus
- Pseudomyrmex weberi
- Pseudomyrmex veneficus
- Pseudomyrmex venustus
- Pseudomyrmex wheeleri
- Pseudomyrmex vicinus
- Pseudomyrmex viduus
- Pseudomyrmex villosus
- Pseudomyrmex voytowskii